# 제위계승

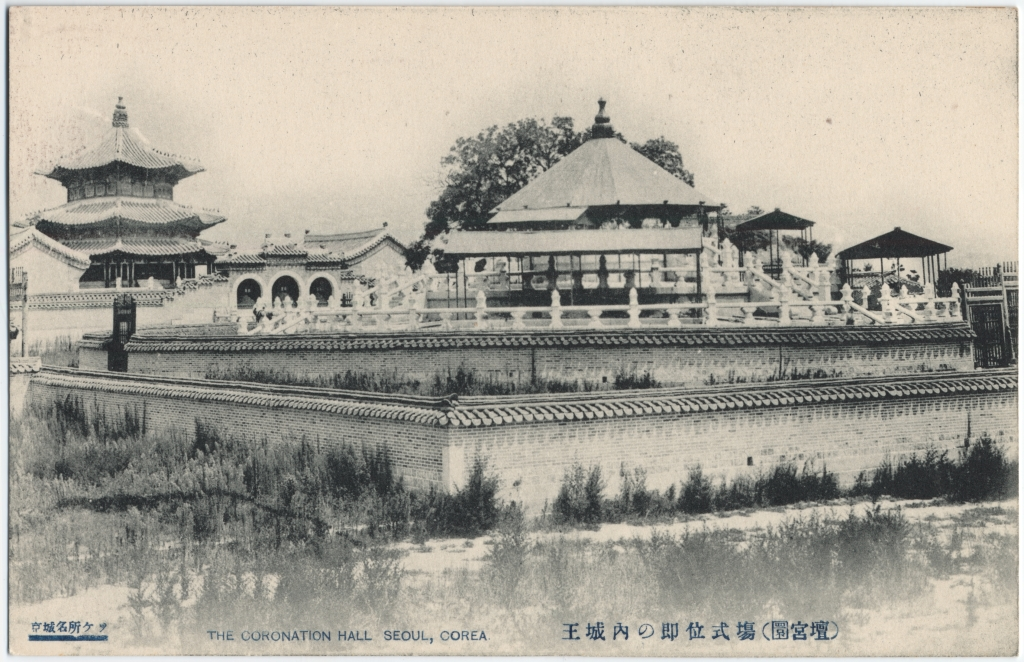
대한제국 고종이 즉위식을 행했던 환구단(우측)이다.

제위 계승(帝位継承)은 황제나 천황을 이어 황위를 계승하는 방식을 말한다.

## 같이 보기
- 왕위계승